# Opiinae
Le Opiinae Blanchard, 1845 rappresentano una sottofamiglia di insetti Imenotteri, appartenente alla famiglia dei Braconidi.

## Descrizione
Si tratta di Braconidi poco evoluti, comprendente specie per lo più endoparassite solitarie di Ditteri. In quasi tutte le specie la femmina ovidepone nella larva dell'ospite, raramente nell'uovo. Lo sfarfallamento avviene sempre dal pupario dell'ospite.

## Biologia
Gli Opiinae rientrano fra gli insetti ausiliari di maggiore importanza nella lotta biologica contro i Ditteri Tefritidi (genericamente chiamati mosche della frutta).

## Tassonomia
La suddivisione interna di questa sottofamiglia è ancora incerta. La ricerca è corredata di un'ampia documentazione sulle specie, tuttavia molte delle specie descritte hanno una collocazione incerta in quanto si sospetta che si tratti di sinonimi. Le incertezze si estendono anche a livello di genere (tassonomia) in quanto diversi Autori ritengono che molti generi citati nella letteratura siano in realtà sinonimi o sottogeneri di altri già riconosciuti dalla maggior parte dei ricercatori. Un elenco dei generi in cui si suddivide la sottofamiglia, pertanto, sarebbe poco affidabile in quanto non esistono ancora schemi ampiamente condivisi.
Fra i generi più noti e ricchi di specie, alcune diffusamente impiegate in esperienze o in programmi di lotta biologica, si citano Biosteres (Förster, 1862) e Opius (Wesmael, 1835).